# Proses lyriques
Proses lyriques est un cycle de mélodies pour voix et piano de Claude Debussy composées en 1892-1893 sur des poèmes écrits par le compositeur.

## Présentation
Proses lyriques est un cycle de quatre mélodies composées entre 1892 et juillet 1893.

### Textes
Essai littéraire à l'origine, deux des poèmes qui constituent les Proses lyriques sont publiés en décembre 1892 dans les Entretiens politiques et littéraires de Vielé-Griffin,.
Contrairement à ce que laisse penser le titre, les textes ne sont pas des proses mais des vers libres, « rythmés et assonancés, disposés en strophes et parfois ponctués de retours, ainsi que des refrains ».

### Mélodies
Les Proses lyriques comprennent quatre mélodies, « quatre belles et rares pages » :
- De rêve ( « La nuit a des douceurs de femme... »), en si mineur, « modéré »[2], dédié à Vital Hocquet (Narcisse Lebeau)[1], page « dont l'atmosphère mythique évoque un peu les Cinq poèmes de Baudelaire[3] » ;
- De grève (« Sur la mer les crépuscules tombent... »), en ré majeur, « modéré, mais sourdement agité »[2], dédié à Raymond Bonheur[1], « véritable paysage du royaume d'Allemonde[3] » ;
- De fleurs (« Dans l'ennui si désolément vert... »), en ut majeur, « lent et triste »[4], dédié à Mme Ernest Chausson[1] ;
- De soir (« Dimanche sur les villes... »), en sol dièse mineur, « modérément animé »[4], dédié à Henry Lerolle[1].

Les Proses 3 et 4 sont créées à Paris le 17 février 1894 à la Société nationale de musique, par Thérèse Roger accompagnée au piano par Debussy. Le cycle complet est possiblement donné en première audition à Lyon, le 20 février 1903 chez Mme Mauvernay.
La partition est publiée par Fromont en mai 1895.
Dans une orchestration de Jean Roger-Ducasse, l'œuvre est donnée en première audition le 9 mars 1924 à Paris, salle Gaveau, aux Concerts Lamoureux, avec Suzanne Balguerie, sous la direction de Paul Paray. Cette version, non publiée, est disponible en location chez Jobert.

## Analyse
Pour la musicologue Marie-Claire Beltrando-Patier, le recueil, « sans équivalent dans le corpus des mélodistes français [...], poèmes et musique d'un même auteur, mérite aussi une place particulière, car il constitue un ensemble indissociable de tableaux , répondant à une logique poétique comme à une logique musicale. Construit comme une œuvre de musique de chambre, il encadre par deux mélodies modérées un mouvement plus animé et un épisode lent, préfigurant la forme des derniers cycles fauréens ».
Éric Lebrun relève que les Proses lyriques contiennent en germe tout l'univers de Pelléas et Mélisande, « à savoir l'enfermement, l'impossibilité de se soustraire à une forme de destinée, la mer... ».
La première mélodie, De rêve, « utilise le schéma wagnérien d'une récitation libre sur un tissu accompagnateur dense et animé de motifs conducteurs ». La pièce est constituée de trois strophes qui s'enchaînent par retour des éléments thématiques. Musicalement, l'harmonie, « très chromatique et altérée, se charge d'accords parallèles pour se simplifier, mystérieuse, dans la coda sur ces mots « Mon âme, c'est du rêve ancien qui t'étreint » ».
La deuxième mélodie, De grève, « évoque le crépuscule et la nuit sur la mer, dans une atmosphère d'« aquarelle anglaise » », dans laquelle « impressions sonores, visuelles et tactiles [...] se mêlent aux symboles ». Sur une musique « tour à tour marine et puissante, primesautière, orageuse ou emportée », « les procédés harmoniques et rythmiques s'accordent pour dessiner une forme en tableaux enchaînés, extraordinairement scénique ».
La troisième mélodie, De fleurs, est un « monument de douleur et de mélancolie [... qui] évoque l'atmosphère morbide de la Décadence ». Dans la partition, « la forme monte, en enchaînement de séquences rythmiques, jusqu'à un sommet expressif sur le thème du désir de fuite hors des « vitres de mensonge » de la serre, et au point culminant sur « Mon âme meurt de trop de soleil ! «, pour rentrer dans la résignation ». Vladimir Jankélévitch rapproche la partition des Serres chaudes d'Ernest Chausson : « chez Debussy comme chez Ernest Chausson, la fleur du spleen s'épanouit dans les serres chaudes peuplées de parfums languides, d'iris violets et de pétales noirs ».
La quatrième et dernière mélodie du recueil, De soir, qui évoque des images verlainiennes (fêtes, gares, banlieues), « mais aussi la naïveté et les images sulpiciennes de la Vierge et des anges », dégage deux atmosphères musicales : « la joie simple sur mouvement perpétuel et motif de carillon, puis le rêve mystique et nocturne (voix à découvert, modalité), s'achevant sur un IIe degré ajouté (la dièse), comme une dernière interrogation ».
La durée moyenne d'exécution de l’ensemble est de dix-neuf minutes environ.
Dans le catalogue des œuvres du compositeur établi par le musicologue François Lesure, Proses lyriques porte le numéro L 90 (84).

## Discographie
- Debussy Songs vol. 2, Lisa Milne (en) (soprano), Malcolm Martineau (piano), Hyperion Records CDA67883, 2012.
- Claude Debussy : intégrale des mélodies, 4 CD, Liliana Faraon et Magali Léger (sopranos), Marie-Ange Todorovitch (mezzo-soprano), Gilles Ragon (ténor), François Le Roux (baryton), Jean-Louis Haguenauer (piano), Ligia Digital, 2014[7],[8] ;
- Claude Debussy : The complete works, CD 21, Warner Classics, 2018[9] :
  - version originale : Elly Ameling (soprano) et Dalton Baldwin (piano) ;
  - orchestration Roger-Ducasse : Marie Atger (soprano), Orchestre philharmonique de Monte-Carlo, Marius Constant (dir.).